# Distrito de Straubing-Bogen
Straubing-Bogen es uno de los 71 distritos en que está dividido administrativamente el estado alemán de Baviera.

## Ciudades y municipalidades
| Ciudades | Municipalidades | |
| --- | --- | --- |
| 1. Bogen 2. Geiselhöring Markt 1. Mallersdorf-Pfaffenberg 2. Mitterfels¹ 3. Schwarzach¹ ¹ administrado en un Verwaltungsgemeinschaft Verwaltungsgemeinschaft 1. Aiterhofen 2. Hunderdorf 3. Mitterfels 4. Rain 5. Schwarzach 6. Stallwang 7. Straßkirchen | 1. Aholfing 2. Aiterhofen 3. Ascha 4. Atting 5. Falkenfels 6. Feldkirchen 7. Haibach 8. Haselbach 9. Hunderdorf 10. Irlbach 11. Kirchroth 12. Konzell 13. Laberweinting 14. Leiblfing 15. Loitzendorf 16. Mariaposching | 1. Neukirchen 2. Niederwinkling 3. Oberschneiding 4. Parkstetten 5. Perasdorf 6. Perkam 7. Rain 8. Rattenberg 9. Rattiszell 10. Salching 11. Sankt Englmar 12. Stallwang 13. Steinach 14. Straßkirchen 15. Wiesenfelden 16. Windberg |